# Ernst Herzfeld
Ernst Herzfeld, född 23 juli 1879 i Celle, död 21 januari 1948 i Basel, var en tysk arkeolog, iranist och orientalist.
Herzfeld blev 1918 professor i Berlin, och var en av samtidens främsta orientaliska arkeologer. Han har tillsammans med Friedrich Sarre företagit betydande grävningar i Samarra 1912-13 och under ett flertal resor studerat de iranska fornminnena. Bland hans publikationer märks Iranische Felsreliefs (1910, tillsammans med F. Sarre), Ausgrabungen von Samarra (3 band, 1921-27, tillsammans med F. Sarre) samt Paikuli. Monument and inscriptions of the early history of the Sasanian empire (2 band, 1924) med djärv och uppmärksammad rekonstruering av sasanidernas största epigrafiska minnesmärke, Paikuliinskriften.